# Annegret Kober
Annegret Kober (* 4. Juni 1957 in Siegen) ist eine ehemalige deutsche Schwimmerin.
Die 1,80 Meter große Kober startete für den Schwimmvereinigung Neptun Siegerland. Dort feierte sie unter Trainer Gerhard Rademacher mit dem Gewinn der deutschen Meisterschaft über die 200-Meter-Rückenstrecke im Jahre 1972 ihren bis dato größten Karriereerfolg. Sodann nahm die an den Olympischen Sommerspielen 1972 in München teil. Dort startete sie sowohl in der 4-mal-100-Meter-Lagenstaffel als auch in der 100-Meter- und 200-Meter-Rückenkonkurrenz. Während sie in der Staffel, die später die Bronzemedaille gewann, nur in der ersten Runde eingesetzt wurde und über 100 Meter Rücken ihre Teilnahme mit dem Ausscheiden im Halbfinale endete, gelangte Kober auf der 200-Meter-Rückenstrecke ins Finale. Bereits im vorolympischen Trainingslager in Heidelberg hatte sie nach Angaben des Trainers inoffiziell fünf- oder sechsmal den von ihr selbst aufgestellten deutschen Rekord unterboten. Im Finale schwamm sie sodann in einer Zeit von 2:23,35 Minuten Europarekord und belegte den vierten Platz. Wenige Monate nach den Olympischen Spielen beendete die auch heute (Stand: 2013) noch in ihrer Geburtsstadt lebende Kober überraschend ihre Karriere.